# Campionato femminile Rugby Europe 2020
Il campionato femminile Rugby Europe 2020 (in inglese 2020 Women's XV European Championship) fu la 24ª edizione del torneo europeo di rugby a 15 femminile organizzato da Rugby Europe.
Iniziato il 7 marzo 2020, fu interrotto a seguito delle misure restrittive di contrasto alla pandemia di COVID-19 e ripreso a febbraio 2021.
Il torneo, a girone unico, fece parte delle qualificazioni europee alla Coppa del Mondo 2021; infatti la squadra vincitrice sarebbe stata destinata a incontrare le tre squadre del Sei Nazioni non automaticamente qualificate (Irlanda, Italia e Scozia) in un torneo quadrangolare finale la cui sede e calendario non erano, all'epoca, ancora definite.
Il campionato si aprì ad Amsterdam con la vittoria della Russia sulle padrone di casa dei Paesi Bassi, ma pochi giorni dopo giunse la sospensione fino al 15 aprile di ogni attività internazionale decretata da Rugby Europe; successivamente non fu possibile riprendere le gare, e il prosieguo di torneo slittò a febbraio 2021; le rimanenti due gare si tennero entrambe, per esigenze di praticità, in casa della Spagna a Guadalajara, città del centro del Paese a circa 60 km da Madrid.
Le iberiche si aggiudicarono la vittoria con bonus in entrambe le partite, per 56-7 contro le russe e per 87-0 contro le olandesi, conquistando così il loro ottavo titolo continentale e, insieme ad esso, il diritto a disputare il torneo di qualificazione europeo alla Coppa del Mondo, che si tenne nel settembre successivo in Italia.

## Squadre partecipanti
- Paesi Bassi
- Russia
- Spagna

## Risultati
| Arbitro: | Maria Latos |

|                                               |      |                                                       |
| Donkersloot 73’ Heil 40+1’ v. d. Velden 40+4’ | mt   | 3’ Achmedova 22’ Michaleva 39’ Kostina 40+10’ Rudenko |
| Volker 73’, 40+1’, 40+4’                      | tr   | 39’ Dammer 40+10’ Akulinič                            |
|                                               | c.p. | 14’ Dammer                                            |

| Arbitro: | Aurélie Groizeleau |

|                                                                                       |      |                 |
| Puig 26’, 62’, 73’ B. Domínguez 32’ A. Erbina 38’ Calvo 44’, 78’ Blanco 58’ Brust 69’ | mt   | Molokoedova 15’ |
| Argudo 26’, 58’, 69’, 73’                                                             | tr   | Dammer 15’      |
| Argudo 6’                                                                             | drop |                 |

| Arbitro: | Clara Munarini |

| |    |  |
| Losada 3’ B. Domínguez 10’, 22’ L. Erbina 13’, 25’ Argudo 15’ Vinuesa 30’, 50’, 53’, 76’ Delgado 36’ Segarra 47’ Jaurena 57’ García Gala 58’, 63’ | mt |  |
| Argudo 13’, 22’, 25’, 50’, 57’, 63’ | tr |  |

## Classifica
| Pos | Squadra     | G | V | N | P | PF  | PS  | DP   | BMP | Pt |
| --- | ----------- | - | - | - | - | --- | --- | ---- | --- | -- |
| 1   | Spagna      | 2 | 2 | 0 | 0 | 143 | 7   | +136 | 3   | 11 |
| 2   | Russia      | 2 | 1 | 0 | 1 | 34  | 77  | −43  | 0   | 4  |
| 3   | Paesi Bassi | 2 | 0 | 0 | 2 | 21  | 114 | −93  | 1   | 1  |